# Lesley Turner

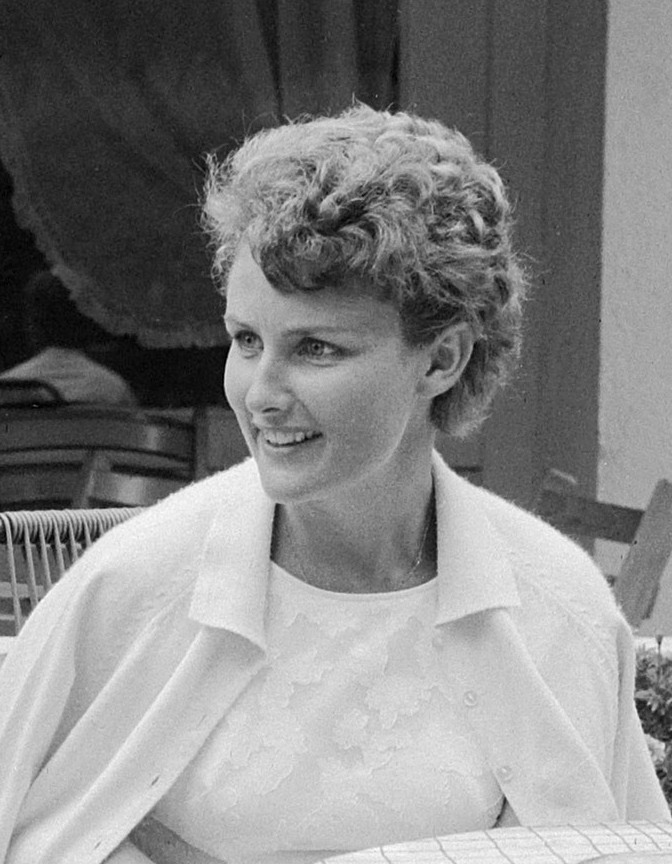
Lesley Turner, 1964

Lesley Turner Bowrey AM (* 16. August 1942 in Trangie) ist eine ehemalige australische Tennisspielerin.

## Karriere
Ihre größten Erfolge waren die Siege im Dameneinzel bei den französischen Tennismeisterschaften 1963 und 1965 im Stadion Roland Garros. Sie gehörte 1964 zu dem australischen Team, das bei der zweiten Ausgabe des Federation Cup den Sieg holte.
1997 wurde Lesley Turner in die International Tennis Hall of Fame aufgenommen. Für ihre Verdienste um den Tennissport als Spielerin, Trainerin und Mentorin von Nachwuchsspielern sowie für die Gemeinschaft wurde sie 2009 zum Member des Order of Australia ernannt.
Am 23. Februar 1968 heiratete sie Bill Bowrey.

## Abschneiden bei Grand-Slam-Turnieren

### Australische Meisterschaften
- Finalistin im Einzel: 1964, 1967
- Doppelsiegerin: 1964, 1965, 1967
- Finalistin im Doppel: 1963, 1966, 1968, 1976
- Siegerin im Mixed: 1962, 1967
- Finalistin im Mixed: 1963

### Französische Meisterschaften
- Siegerin im Einzel: 1963, 1965
- Finalistin im Einzel: 1962, 1967
- Doppelsiegerin: 1964, 1965
- Finalistin im Doppel: 1978
- Finalistin im Mixed: 1962, 1963, 1964

### Wimbledon
- Doppelsiegerin: 1964
- Siegerin im Mixed: 1961, 1964

### US-amerikanische Meisterschaften
- Doppelsiegerin: 1961
- Finalistin im Doppel: 1964
- Finalistin im Mixed: 1962